# Batalla de Vimeiro
En la Batalla de Vimeiro (a veces mostrada como "Vimiera" o "Vimeira" en textos británicos contemporáneos) el 21 de agosto de 1808, el ejército británico bajo el general Arthur Wellesley (que más tarde se convirtió en el duque de Wellington) derrotó al francés bajo el mando del mayor general Jean-Andoche Junot cerca del pueblo de Vimeiro (pronunciación en portugués: /viˈmɐjɾu/), cerca de Lisboa, Portugal durante la Guerra Peninsular. Esta batalla puso fin a la primera invasión francesa de Portugal.
Cuatro días después de la Batalla de Roliça, el ejército de Wellesley fue atacado por un ejército francés al mando del general Junot cerca del pueblo de Vimeiro. La batalla comenzó como una batalla de maniobras, con las tropas francesas intentando flanquear a la izquierda británica, pero Wellesley pudo redistribuir su ejército para enfrentar el asalto. Mientras tanto, Junot envió dos columnas centrales, pero estas fueron obligadas a retroceder por descargas sostenidas de tropas en línea. Poco después, el ataque de flanqueo fue rechazado y Junot se retiró hacia Torres Vedras, habiendo perdido 2.000 hombres y 13 cañones, en comparación con las 700 pérdidas anglo-portuguesas. No se intentó ninguna persecución porque Wellesley fue reemplazado por Sir Harry Burrard y luego Sir Hew Dalrymple (uno de los cuales llegó durante la batalla , el segundo poco después).

## Fondo
La Intervención británica comenzó con la Batalla de Roliça.

## Preludio
Después de Roliça, Wellesley había establecido una posición cerca de Vimeiro. Al mantener el pueblo, más algunas crestas al oeste, el comandante británico cubrió una cabeza de playa en la bahía de Maceira, un poco más al oeste. Dado que la mayoría de sus refuerzos habían llegado el 20 de agosto, Wellesley planeó avanzar hacia el sur por Lisboa. Ocho brigadas de infantería independientes al mando de Rowland Hill, Ronald Craufurd Ferguson, Miles Nightingall, Barnard Foord Bowes, Catlin Craufurd, [ Henry Fane (Henry Fane (oficial del ejército británico)), Robert Anstruther (Robert Anstruther (oficial del ejército británico)) y Wroth Acland formaron el núcleo de las fuerzas de Wellesley. Completando su fuerza había 17 cañones, 240 de caballería ligera dirigida por C. D. Taylor y cerca de 2000 soldados portugueses al mando de Nicholas Trant, dando un total de 20 000 hombres.
Junot organizó su fuerza de 14.000 hombres en dos divisiones de infantería y una división de caballería al mando de Pierre Margaron. La división de infantería de Henri François Delaborde contenía dos brigadas al mando de Antoine François Brenier y Jean Guillaume Barthélemy Thomières, mientras que la división de Louis Henri Loison incluía dos brigadas comandadas por Jean-Baptiste Solignac y Hugues Charlot. Además, François Étienne de Kellermann comandaba una reserva de 2.100 hombres compuesta por cuatro batallones de granaderos convergentes. Estas unidades se crearon tomando la compañía de granaderos de cada uno de los batallones de infantería de Junot. Los franceses llevaron 23 cañones a la batalla con ellos.
Wellesley colocó las brigadas de Anstruther y Fane frente a Vimeiro, con el apoyo de los hombres de Acland. Al principio, sus cinco brigadas restantes ocupaban solo la cresta occidental. Junot planeó enviar las brigadas de infantería de Thomières, Solignac y Charlot para capturar Vimeiro, mientras que la brigada de 4.300 hombres de Brenier y algunos dragones giraron en una amplia maniobra de flanqueo para apoderarse de una cresta vacía al noreste de la aldea. Wellesley detectó el movimiento de Brenier y cambió a Nightingall, Ferguson y Bowes a la cresta noreste. Una vez que Junot se dio cuenta de que las tropas británicas ocupaban la cresta, envió a la brigada de Solignac a la derecha para ayudar en el ataque de Brenier. El comandante francés decidió lanzar su ataque contra la ciudad de inmediato, en lugar de esperar a que se desarrollara su movimiento de flanqueo.

## Batalla

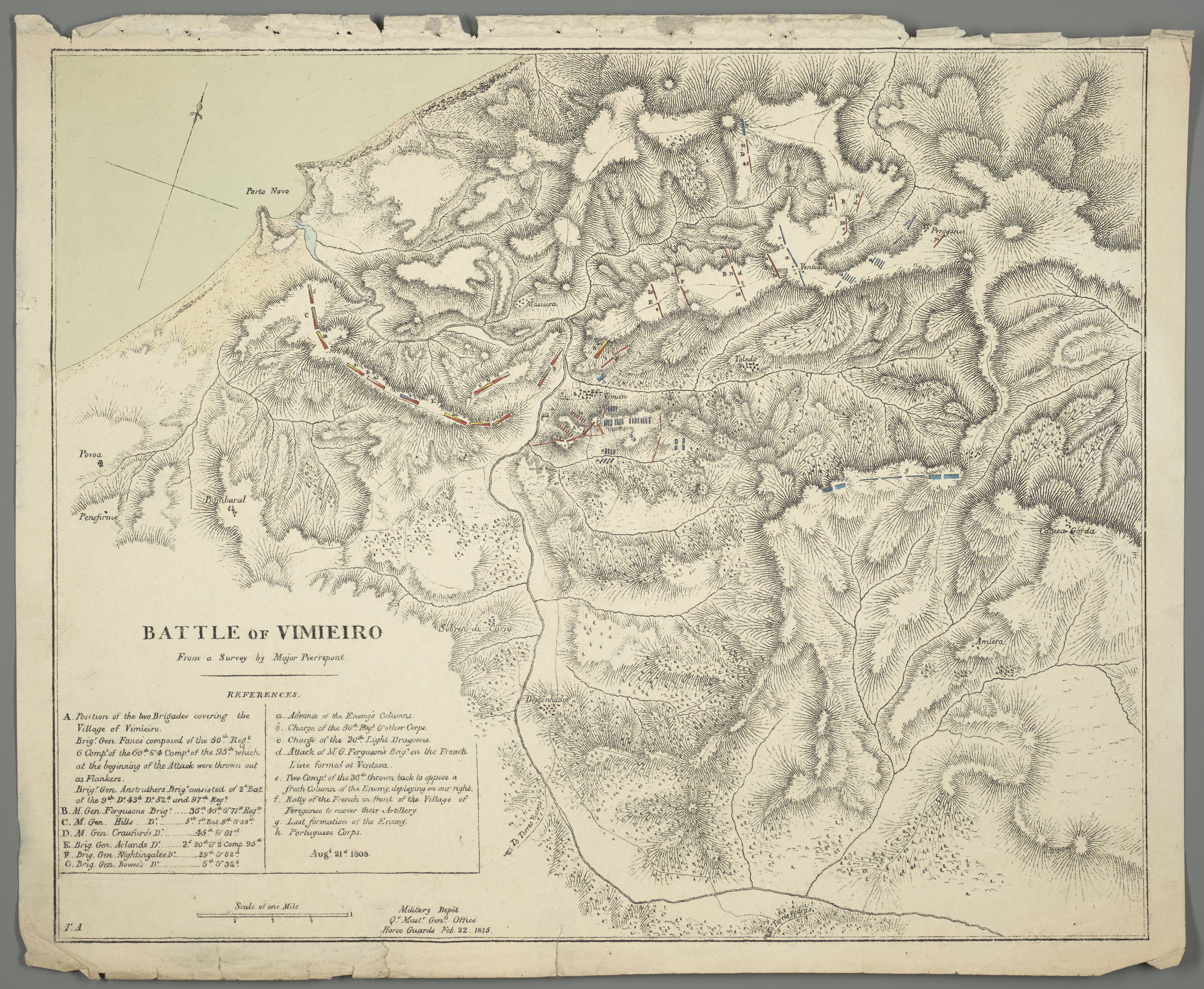
Un estudio de la batalla realizado por Major Pierrepont.

Todos los movimientos preliminares y contramovimientos provocaron una serie de ataques franceses descoordinados. Primero, la brigada de 2.100 hombres de Thomières se acercó a la posición británica. Apoyada por tres cañones y protegida por escaramuzadores, la brigada se formó en una columna de compañías.
La primera compañía de 120 hombres formada en una línea de tres en fondo tendría una primera fila de 40 hombres de ancho. Todas las demás compañías se formaron detrás de la primera compañía, lo que hizo que la brigada completa tuviera alrededor de 40 filas de ancho y 48 filas de profundidad. Según la doctrina francesa, tan pronto como se encontrara la posición principal del enemigo, las compañías se separarían hacia la derecha o hacia la izquierda para formar una línea de fuego de muchas compañías de ancho y solo tres filas de profundidad. Por otro lado, los comandantes franceses a menudo presionaban los ataques domésticos mientras estaban en columna, dependiendo completamente de sus escaramuzadores y artillería para proporcionar el apoyo de fuego necesario.
Para contrarrestar a los escaramuzadores franceses, Fane separó cuatro compañías de tiradores (60th Regiment of Foot y 95th Rifles). Estos superaban en número y lucharon a los escaramuzadores franceses, que retrocedieron. a los lados de la columna de la brigada. Sin sus escaramuzadores frente a ellos, la columna francesa tropezó con los 945 hombres del 50.º Regimiento. A 100 yardas (91,4 m), los británicos, formados en una línea de dos en fondo, abrieron fuego. Varias compañías del 50 comenzaron a girar hacia adentro, hacia ambos flancos de la desventurada columna francesa. Incapaz de desplegarse correctamente en la línea de fuego y renuente a enfrentar el fuego mortal de la enfilada, la infantería francesa de repente se precipitó a la retaguardia, dejando que sus tres cañones fueran capturados.
Poco después, un destino similar se apoderó de la brigada de Charlot. En una columna muy estrecha, golpeó a un batallón de Anstruther's brigada, que había sido escondido detrás de una cresta. Antes de que pudieran desplegarse, los franceses fueron tomados por el flanco por un segundo batallón. Incapaces de responder con eficacia a la devastadora andanada de fuego británica, los hombres de Charlot pronto huyeron. Al ver que la batalla iba en su contra, Junot comprometió su reserva de granaderos para el ataque. Los dos primeros batallones atacaron la misma zona que las unidades anteriores y fueron rechazados. Kellermann hizo girar a los dos últimos batallones de granaderos hacia la derecha y logró irrumpir en Vimeiro. Pero, contraatacados por unidades de Anstruther y Acland, estos franceses también retrocedieron. Los 20th Light Dragons del coronel Taylor se abalanzaron sobre los granaderos en retirada de Kellermann y los derrotaron. Emocionados por su fácil éxito, los jinetes británicos cargaron fuera de control. Pronto se encontraron con la división de caballería francesa de Margaron y fueron derrotados a su vez. Taylor murió y los jinetes británicos perdieron alrededor de un hombre de cada cuatro. Como los hombres de Brenier se habían retrasado tomando un camino más largo para sortear los estrechos barrancos, Solignac atacó la cresta noreste. Esta brigada cambió de táctica desplegándose en formación de ataque con tres batallones en frente. Aun así, cada batallón formaba una columna de una compañía de ancho y ocho compañías de profundidad. Si los franceses tenían la intención de formar una línea una vez detectada la posición enemiga, esperaron demasiado. Marcharon hacia la andanada de fuego de las brigadas de Nightingall y Ferguson antes de que pudieran desplegarse. Aplastados por las andanadas británicas, los hombres de Solignac huyeron.
La brigada de Brenier, marchando al son de la batalla, llegó en cuatro batallones de frente. Al principio disfrutaron del éxito cuando sorprendieron e hicieron retroceder a dos batallones británicos. Estas unidades habían bajado la guardia después de dominar a Solignac. Victoriosos, los franceses avanzaron en columna, pero pronto se toparon con el [[29º (Worcestershire) Regimiento de Infantería]|29º Regimiento]] en línea y fueron detenidos. Al 29 se unieron las otras dos unidades, que se habían reunido rápidamente. Juntos, la volea de fuego de los tres batallones británicos pronto derrotó a los hombres de Brenier. Aunque Wellesley lo instó a que lo persiguiera, Burrard se negó a interferir en la posterior retirada francesa. El general Brenier resultó herido en este ataque y capturado por los 71.º Highlanders.

## Consecuencias
La intervención británica procedió con la Evacuación de la división de La Romana.
Después de la derrota francesa en Vimeiro, Dalrymple les dio a los franceses términos más generosos de lo que podrían haber esperado. Bajo los términos de la Convención de Sintra, el ejército derrotado fue transportado de regreso a Francia por la marina británica, completo con su botín, armas y equipo. La Convención de Sintra provocó una protesta en Gran Bretaña. Una investigación oficial exoneró a los tres hombres, pero tanto el establecimiento militar como la opinión pública culparon a Dalrymple y Burrard. Ambos hombres recibieron puestos administrativos y ninguno volvió a tener un comando de campo. Wellesley, que se había opuesto amargamente al acuerdo, volvió al mando activo en España y Portugal.